# 汉努·耶尔文佩
汉努·耶尔文佩（芬蘭語：Hannu Järvenpää，1963年5月19日—），芬兰男子冰球运动员，场上位置是前锋。他曾代表芬兰国家队参加1992年冬季奥林匹克运动会冰球比赛，获得第七名。